# Aleksander Abłamowicz
Aleksander Abłamowicz, né le 12 mai 1932 à Białystok et mort le 29 janvier 2011,, est un universitaire polonais spécialiste éminent de la littérature française de la fin du XIXe siècle et du XXe siècle, notamment le domaine des romans-fleuves (Roger Martin du Gard) et le surréalisme.

## Biographie
Aleksander Abłamowicz, après des études de philologie romane à l'université Jagellonne de Cracovie a d'abord enseigné dans le secondaire avant sa thèse de doctorat soutenue en 1966 sur l'esthétique dans l'œuvre de Louis Aragon et le début de sa carrière universitaire à Cracovie comme maître-assistant avant de participer en 1973 à la création de la section (puis de l'institut) de langues romanes de l'université de Silésie. Il a dirigé l'Institut de philologie romane pendant un quart de siècle, de 1978 à 2002, assurant les fonctions de vice-doyen, puis doyen (1981-1984) de la faculté des lettres de l'université de Silésie. Il a été l'un des initiateurs de l'Alliance française de Katowice, dont il a été le directeur pendant plusieurs années.
Il a assuré également de 1993 à 2010 régulièrement des cours à l'université d'Ostrava (république tchèque), où il a contribué à l'ouverture d'un département d'études romanes, et fait des interventions, notamment à l'occasion de colloques, dans de nombreux autres pays (France, Allemagne, Portugal, Roumanie, Norvège, Canada, États-Unis pour ne citer que les interventions publiées, outre la Pologne et la république tchèque).
Il a été fait en 1996 docteur honoris causa de l'Université de Picardie (université Jules-Verne) d'Amiens.
Il était membre de nombreuses associations scientifiques, notamment l'Association internationale de littérature comparée.

## Distinctions honorifiques
- Chevalier de la Légion d'honneur
- Officier de l'ordre des Palmes académiques
- Chevalier de l'ordre Polonia Restituta
- Croix du mérite polonaise (Krzyż Zasługi)
- Médaille de la Commission de l'Éducation nationale (pl) (équivalent polonais des Palmes académiques)